# Solistas (álbum)
Solistas es el vigésimo quinto álbum de estudio oficial de la banda chilena Quilapayún, lanzado en 2009.

## Lista de canciones
| N.º | Título | Letras | Música | Duración |  |

* arreglos por Jimmy Fernández & Quilapayún.

## Créditos
Quilapayún
- Eduardo Carrasco
- Carlos Quezada
- Hernán Gómez
- Rubén Escudero
- Hugo Lagos
- Guillermo García
- Ricardo Venegas
- Ismael Oddó
- Sebastián Quezada
- Ricardo Venegas Santander
- Fernando Carrasco